# Babina Greda
Babina Greda je općina u Hrvatskoj, u Vukovarsko-srijemskoj županiji.

## Zemljopis
Prema svom zemljopisnom položaju i dnevnomigracijskim obilježjima općina pripada županjskoj Posavini.

## Naziv
Dobila je ime prema praindoeuropskom korijenu *bab – u značenju kamen, stijena odnosno kao oznaka gomile, hrpe kamenja i sl.

## Stanovništvo
Po popisu stanovništva iz 2011. godine, općina Babina Greda imala je 3572 stanovnika, raspoređenih samo u jednom naselju – Babinoj Gredi.
narodnosni sastav (2011.)
- Hrvati – 3546
- Srbi – 4
- Česi – 1
- Mađari – 2
- Bošnjaci – 7
- Nijemci – 1
- ostali – 6
- nepoznato – 1

| broj stanovnika | 3943  | 4221  | 4009  | 4016  | 3918  | 3973  | 3575  | 3641  | 4061  | 4611  | 4872  | 4620  | 4159  | 4205  | 4262  | 3572  | 2762  |
|                 | 1857. | 1869. | 1880. | 1890. | 1900. | 1910. | 1921. | 1931. | 1948. | 1953. | 1961. | 1971. | 1981. | 1991. | 2001. | 2011. | 2021. |

| broj stanovnika | 3943  | 4221  | 4009  | 4016  | 3918  | 3973  | 3575  | 3641  | 4061  | 4611  | 4872  | 4620  | 4159  | 4205  | 4262  | 3572  | 2762  |
|                 | 1857. | 1869. | 1880. | 1890. | 1900. | 1910. | 1921. | 1931. | 1948. | 1953. | 1961. | 1971. | 1981. | 1991. | 2001. | 2011. | 2021. |

## Uprava
Načelnik Babine Grede je Josip Krnić. Općinsko vijeće čine liste: HDZ (5), SDP (4), HSU (2) i nezavisni kandidati (2).

## Povijest
Kmetsko naselje Gerenda, kasnije Babina Greda, spominje se već oko 1200. godine, ali samo kao Greda. Bilo je posjed u vlasništvu mađarske plemićke obitelji Botoš. Kasnije se spominje u posjedu kaštela Kostroman, u blizini današnjeg Slavonskog Šamca, 1506. god. kao Babagerenda. Staro naselje (selište) nastalo na lijevoj obali Save oko potočića Saonica i Dubočica. Oko 1691. god., nakon oslobođenja od Turaka, preseljeno je na visoke „grede” pored potoka Berava („Garava”).

## Gospodarstvo
U mjestu djeluju Poljoprivredno–prerađivačka braniteljska zadruga „Babogredski feniks” i Konjogojstvena udruga „Babina Greda”.
U Babinoj Gredi gradi se tvornica autodijelova u vrijednosti od 10 milijuna eura. Tvrtka Intermetal započet će s proizvodnjom autodijelova u kojoj će biti zaposleno oko 100 radnika. Do kraja rujna planiran je svršetak izgradnje pogona površine 5500 m2. Autodijelovi će se proizvoditi za grupaciju TMD iz Gradačca.
Razvoj industrije Babinoj Gredi potaknula je tvrtka Uni Viridas iz Zagreba, koja je u industrijskoj zoni „Tečine” sagradila kogeneracijski pogon na šumsku biomasu kapaciteta 9,7 MW, vrijedan 50 milijuna eura, što je bila najveće ulaganje vrste „greenfield” u Vukovarsko-srijemskoj županiji.

## Poznate osobe
- Mijat Stojanović[11] – učitelj i prosvjetitelj
- Ana Verić – slikarica
- Stjepan Baurlein[12] – biskup đakovački i srijemski
- prof. dr. sc. Franjo Verić[13] – građevinski stručnjak, znanstvenik, član Akademije tehničkih znanosti RH
- Franjo Babić[14] – pisac i novinar
- Andrija Knežević[15] –  učitelj i školski nadzornik
- Marijan Vuković[16] –  učitelj i pedagog, javni i kulturni pregalac
- Andrija Stojanović[17] – etnolog
- Đuro Kopić[18] – veterinar
- Martin Vuković – novinar-urednik na HRT-u, publicist, pisac scenarija i organizator velikih koncertnih priredbi etnološke tematike
- Ilija Babić[19] – pjesnik, pisac, promotor mnogobrojnih etnoloških događanja
- Željko Huber[20] – istaknuti privrednik, političar i sportaš
- Josip Biškić – nogometaš

## Obrazovanje
- Osnovna škola „Mijat Stojanović”[21]

## Kultura
- Općinska narodna knjižnica Babina Greda[22]
- Čitaoničko društvo „Seljačka sloga”[23]
- KUD Mijat Stojanović – Babina Greda

Mjesna konjogojstvena udruga održava kulturno-gospodarsku priredbu „Konji bijelci”, s natjecanjima konjogojaca i ophodom svatovskih zprega.

## Šport
- NK Šokadija Babina Greda
- Šahovski klub „Šokadija Babina Greda”
- Stolnoteniski klub „Šokadija”

## Vanjske poveznice
- Službene stranice općine
- Gospodarstvo Petričević